# Abbo Bouba
Abbo Bouba (* 26. Juli 1991) ist ein kamerunischer Fußballspieler.

## Karriere
Abbo Bouba stand bis Ende 2010 in Kamerun beim Scorpion FC unter Vertrag. Im Januar 2011 ging er nach Thailand. Hier schloss er sich in Buriram dem Erstligisten FC Buriram PEA an. Am Ende der Saison feierte er mit Buriram die Meisterschaft. Am 11. Januar 2012 stand er mit Buriram im Endspiel des FA Cups. Das Spiel gegen Muangthong United gewann man in der Verlängerung mit 1:0. Im Februar 2012 gewann er mit dem Klub den Ligapokal. Das Endspiel gegen Thai Port FC gewann man mit 2:0. Zu Beginn der Saison 2012 wechselte er zum Zweitligisten Ratchaburi Mitr Phol. Am Ende der Saison 2012 wurde er mit dem Verein Meister und stieg in die erste Liga auf. Nach dem Aufstieg verließ er den Verein und schloss sich Anfang 2013 dem Zweitligisten BBCU FC an. Bei dem Verein aus der Hauptstadt Bangkok stand er zwei Spielzeiten unter Vertrag. Im Januar 2015 wechselte er für zwei Jahre zum Drittligisten Roi Et United FC. Mit dem Verein spielte er in der North/Eastern Region der Liga. Nach einer Ligareform unterschrieb er Anfang 2017 einen Vertrag beim Drittligisten Trang FC. Am Ende der Spielzeit wurde er mit dem Verein aus Trang Vizemeister der Lower Region. Wo er 2018 unter Vertrag stand, ist unbekannt. Im Januar 2019 nahm ihn der Viertligist Phitsanulok FC unter Vertrag. Mit dem Klub aus Phitsanulok spielte er in der Northern Region der Liga. In der Spielzeit 2019 bestritt er zwanzig Ligaspiele. Hierbei schoss er sechs Tore. 2020 wurde er vom Drittligisten Ubon Kruanapat FC unter Vertrag genommen. Wo Bouba von Januar 2021 bis August 2022 gespielt hat, ist unbekannt. Von September 2022 bis November 2022 spielte er beim Drittligisten Nakhon Mae Sot United FC. Mit dem Verein aus Mae Sot spielte er achtmal in der Northern Region der Liga. Wo er von Dezember 2022 bis Mitte August 2024 unter Vertrag stand, ist unbekannt. Am 15. August 2024 unterschrieb er in Samut Prakan einen Vertrag beim Zweitligisten Samut Prakan City FC. Nach 14 Ligaspielen, in denen er fünf Tore erzielte, wechselte er im Januar 2025 in die Dritte Liga. Hier unterschrieb er in Loei einen Vertrag beim Muang Loei United FC. Mit dem Verein spielt er in der North Eastern Region der Liga.

## Erfolge
FC Buriram PEA
- Thailändischer Meister: 2011
- Thailändischer Pokalsieger: 2011
- Thailändischer Ligapokalsieger: 2012

Ratchaburi MitrPhol
- Thailändischer Zweitligameister: 2012  ▲